# 고양 행주산성
고양 행주산성(高陽 幸州山城)은 대한민국 경기도 고양시 덕양구 행주내동의 덕양산에 있는 넓이 0.16km2 산성이다. 지정면적 361,171m2, 둘레 약 1,000m. 강안(江岸)의 돌출된 산봉우리를 택하여 산 정상부를 에워싼 소규모의 내성(內城)과 북쪽으로 전개된 작은 골짜기를 에워싼 외성(外城)의 이중구조를 하고 있다. 임진왜란 때 권율 장군의 대첩지로 1963년 1월 21일 대한민국의 사적 제56호로 지정되었다.

## 개관
행주산성은 고양시의 서남쪽 끝 한강 연안에 덕양산에 위치한 산성으로, 7~8부 능선에 축조된 토성으로 둘레는 1km이다. 1593년 권율 장군이 왜군을 물리친 행주대첩의 전적지이다.
1603년에 세운 행주대첩비가 산 정상부에 있으며, 1845년에 건립한 행주대첩 <중건비>가 행주서원 기공사 앞에 세워져 있다. 지금의 정상부 기념비는 1963년에 세운 것이다. 1970년에 행주산성 보수정화사업으로 대대적인 정비와 권율의 사당인 충장사(忠莊祠), 충의정, 덕양정, 진강정 등을 짓고 정문인 대첩문을 세웠다.

## 사진

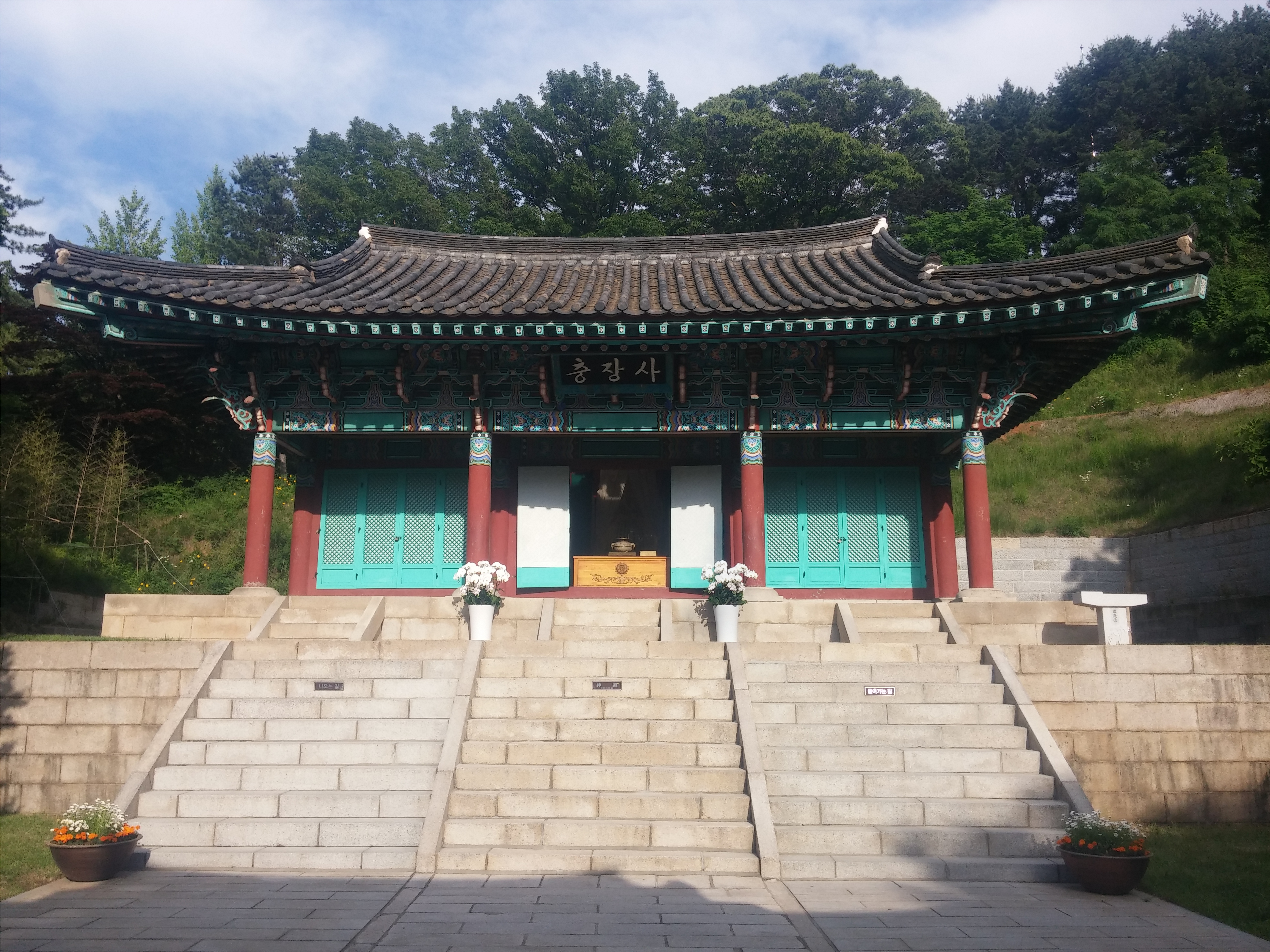
충장사
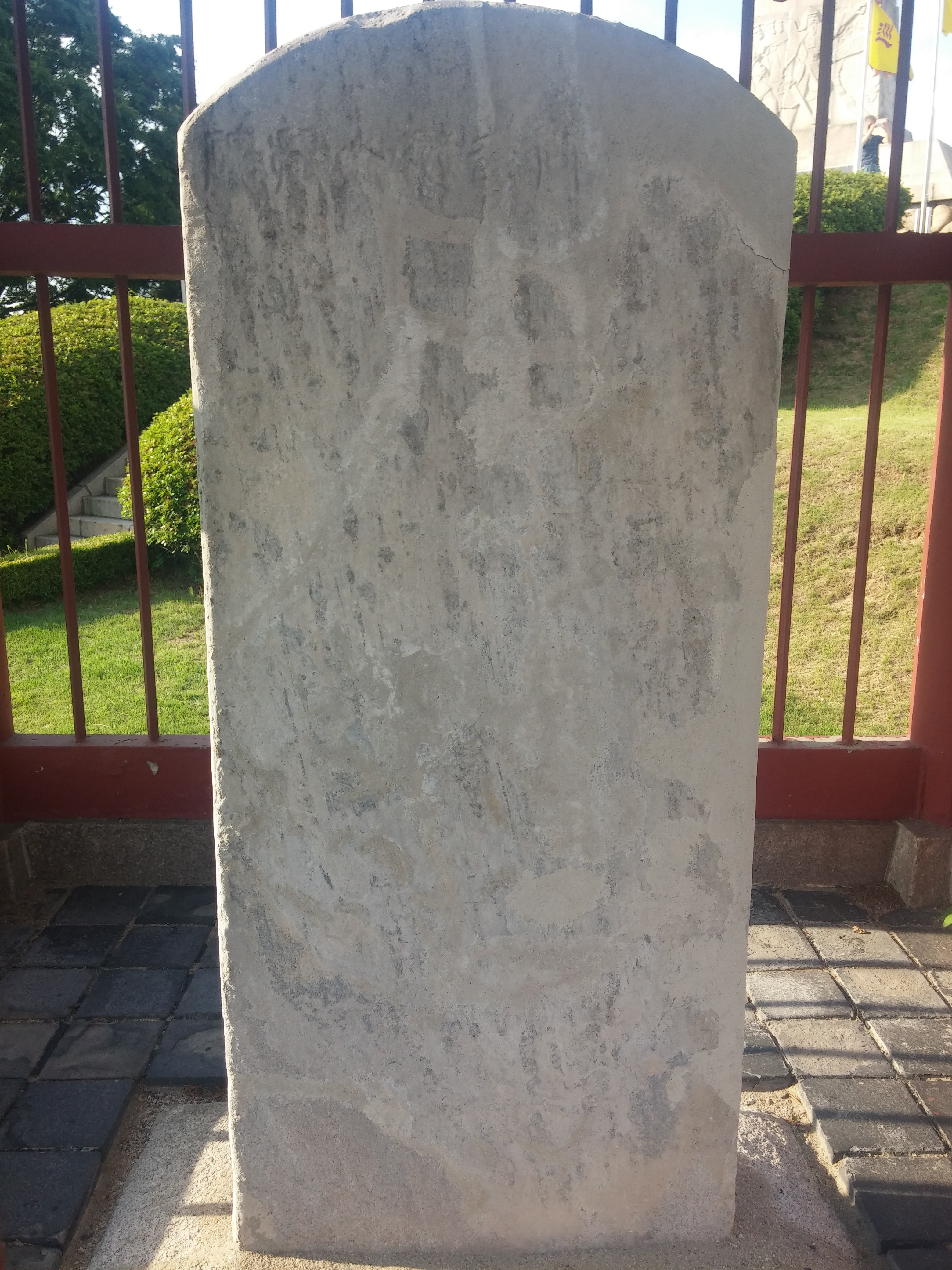
행주대첩비(구비)
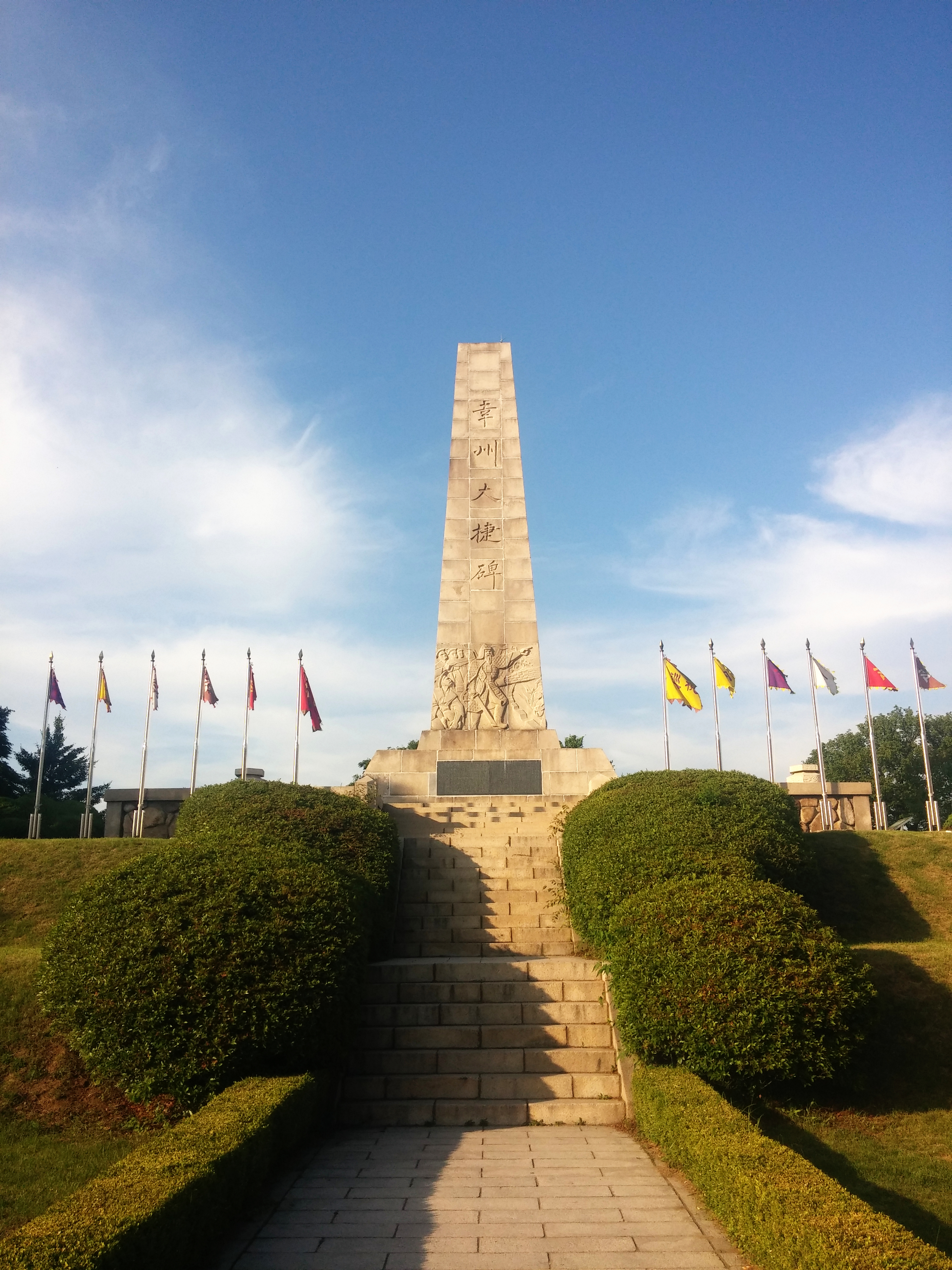
행주대첩비(재건비)

## 주변명소

### 행주서원
행주서원은 1842년에 세워졌으며, 행주대첩을 이룬 충장공(忠莊公) 권율(權慄, 1537~1599) 도원수의 전공을 기리고 호국충절을 추모하기 위해 왕명으로 건립된 사액서원이다

### 행주나루
행주나루는 삼국시대부터 있었던 오래된 민물포구이다. 행주나루 부근을 행호라 불렀는데 이곳의 풍경은 1741년 겸재 정선이 그린 ‘행호관어도’에서 상세히 전하고 있다. 조선시대 고양 행주에서는 웅어가 많이 잡혔다. 웅어는 궁궐의 진상품으로 조선 말기에는 사옹원 소속의 관청 ‘위어소(葦漁所)’를 설치하여 웅어잡이를 관리하였다. 매년 음력 3~4월이면 궁궐 관리가 50여 일간 머물면서 웅어를 국가에 상납했다는 ‘고양군지’(1755)의 기록이 있어 당시의 상황이 전해지고 있다. 행주나루에는 지금도 어업이 이어지고 있다. 어종은 실뱀장어, 장어, 숭어, 붕어, 황복, 웅어, 참게 등이다.

### 행주역사공원
고양시정연수원 주변 한강변 공원이다. 2000년 고양시정연수원 건립과 함께 조성되었다. 2016년 전망대를 설치하고 한강 백사장에 근접할 수 있도록 한강변으로 길을 내어 정비하였다. 각종 축제 및 행사가 이루어져 시민여가 공간으로 활용되며 공원 일부는 행주산성누리길 코스이다.
행주산성국궁장은 민속놀이 체험과 국궁이 있다.

## 축제및 행사
- 행주산성해맞이축제
- 고양행주문화제
- 행주가(街) 예술이야(夜)

## 교통
- 경의중앙선 능곡역
  - 마을 : 011(능곡역) → 행주산성정류장
  - 일반 : 85-1(행주동행정복지센터능곡전화국) → 행주산성정류장
  - 좌석 : 9707(능곡시장) → 행주산성입구·행주내동정류장
  - 좌석 : 921(행주동행정복지센터능곡전화국) → 행주산성입구·행주내동정류장
  - 좌석 : 870(능곡역) → 행주산성입구·행주내동정류장
- 화정역
  - 마을 : 011(화정역) → 행주산성정류장
  - 일반 : 85-1(화정역, 덕양구청) → 행주산성정류장
  - 좌석 : 921(화정역, 롯데마트) → 행주산성입구·행주내동정류장
  - 좌석 : 9707(흰돌마을, 서안아파트) → 행주산성입구·행주내동정류장